# Куп Океаније у рагбију 13 2024.
Куп Океаније у рагбију тринаест 2024. било је 3. издање овог такмичења.
Титулу су освојили рагбисти Аустралије, пошто су у финалу у Парамати, пред 28 000 љубитеља рагбија 13, победили селекцију Тонге.

## Дивизија А
Групна фаза такмичења
- Аустралија - Тонга 18-0
- Нови Зеланд - Аустралија 10-22
- Нови Зеланд - Тонга 24-25

| Табела         | ИГ | Д | Н | И | ПД | ПП | ББ | Бод. |
| -------------- | -- | - | - | - | -- | -- | -- | ---- |
| 1. Аустралија  | 2  | 2 | 0 | 0 | 40 | 10 | 0  | 4    |
| 2. Тонга       | 2  | 1 | 0 | 1 | 25 | 42 | 0  | 2    |
| 3. Нови Зеланд | 2  | 0 | 0 | 2 | 34 | 47 | 0  | 0    |

Финале
- Аустралија - Тонга 20-14

## Дивизија Б
Групна фаза такмичења
- Фиџи - Папуа Нова Гвинеја 10-22
- Фиџи - Кукова Острва 56-6
- Папуа Нова Гвинеја - Кукова Острва 42-20

| Табела                | ИГ | Д | Н | И | ПД | ПП | ББ | Бод. |
| --------------------- | -- | - | - | - | -- | -- | -- | ---- |
| 1. Папуа Нова Гвинеја | 2  | 2 | 0 | 0 | 40 | 10 | 0  | 4    |
| 2. Фиџи               | 2  | 1 | 0 | 1 | 25 | 42 | 0  | 2    |
| 3. Кукова Острва      | 2  | 0 | 0 | 2 | 34 | 47 | 0  | 0    |

Бараж
- Нови Зеланд - Папуа Нова Гвинеја 52-12

| Победник Купа Океаније у рагбију тринаест 2024. |
| ----------------------------------------------- |
| Рагби 13 репрезентација Аустралије (2. титула)  |

## Видео снимци
Преглед финала Аустралија - Тонга
https://www.youtube.com/watch?v=-dz-l-Umpmc